# Splitboard

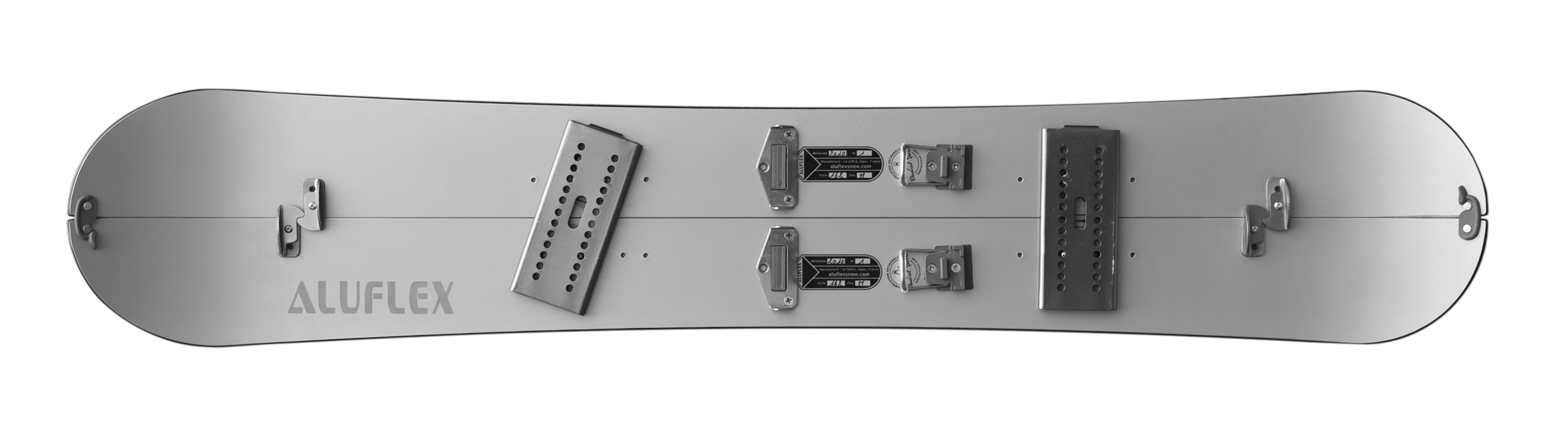
Splitboard

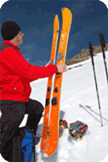
Geteiltes Splitboard

Ein Splitboard ist ein in der Länge teilbares Snowboard fürs Tourengehen. Die Teile sind durch einen Mechanismus sowie die Bindungsaufnahmen stabil miteinander verbunden. Durch das Auseinanderbauen entsteht im Prinzip ein Paar einfacher Tourenski.
Die Bindungen können ohne Werkzeug auf die Hälften ummontiert werden und funktionieren nun wie eine einfache Skitourenbindung. Versieht man die „Ski“ mit Steigfellen, kann man mit dem Splitboard auf Skitour gehen und über schneebedeckte Hänge wie ein Skitourengeher aufsteigen. Am Zielpunkt erfolgt der Rückbau zu einem Splitboard zur Vorbereitung der Abfahrt.

## Entwicklung und Geschichte von Splitboards

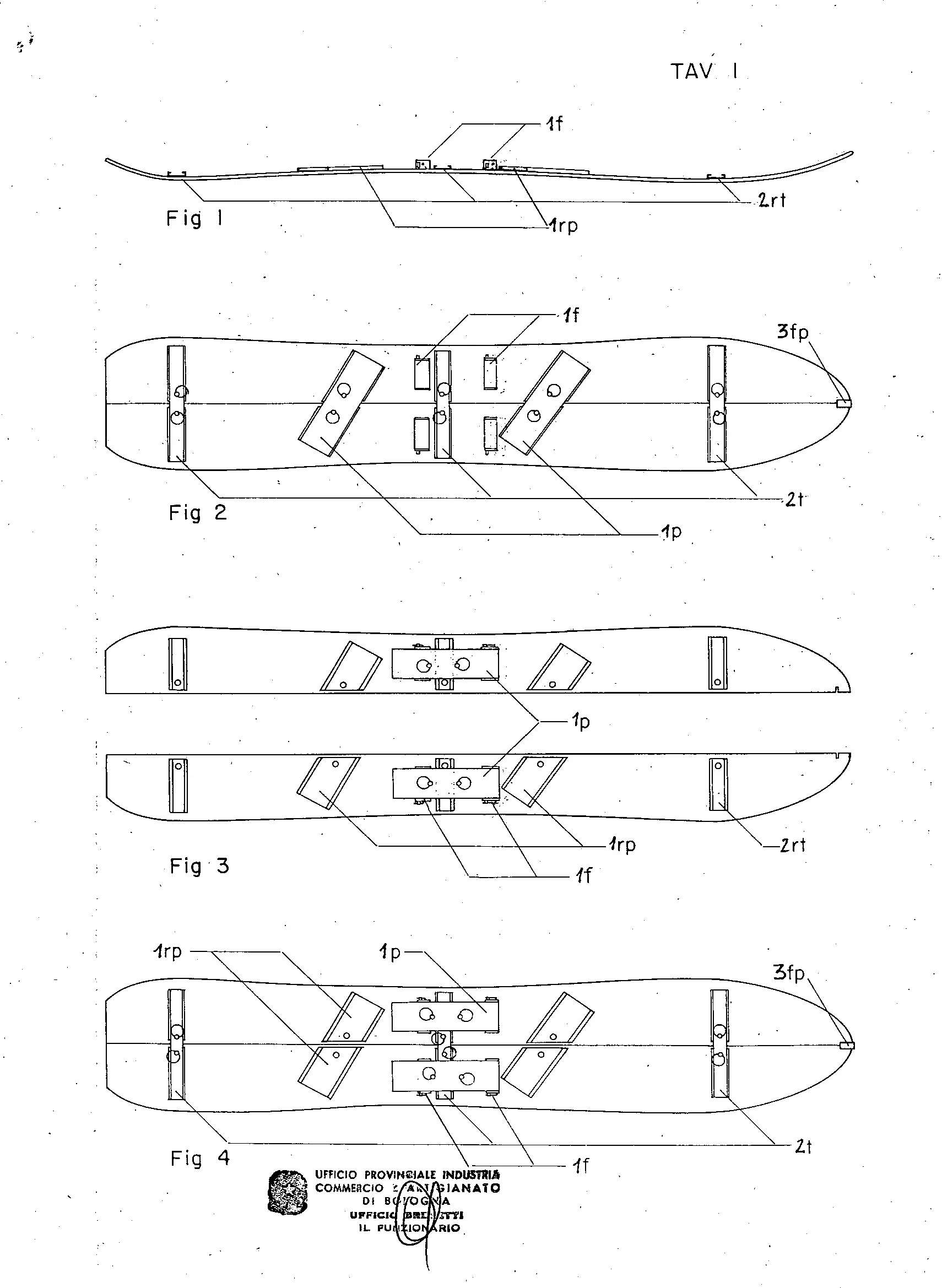
Original Patent Manaresi Splitboard 1990

Es gibt zwei-, drei- und vierteilige Splitboards. Heute werden nur noch zweiteilige Splitboard in Serie hergestellt. In Bauweise und Form ähneln Splitboards den Freeride-Snowboards. Erste Splitboards wurden in den späten 1980er beziehungsweise frühen 1990er Jahren in Bayern entwickelt, gelangten jedoch nur kurz in die serienmäßige Produktion, weil die Materialien und die Technik noch nicht ausgereift waren. Mitte der 1990er Jahre wurde die Idee in den USA wieder aufgegriffen und die erste, serienmäßig erfolgreiche Produktion gelang. Der bekannteste Splitboardhersteller weltweit ist Voilé aus Salt Lake City (USA).
Großen Anteil am Funktionieren eines Splitboards hat das System, das die Bindungen aufnimmt und auch die Hälften zu einem Snowboard verbindet. Das seit Jahren bewährte (Ver-)Bindungssystem des amerikanischen Herstellers Voilé verwenden fast alle Splitboard-Hersteller auf ihren Modellen. Ein (Ver-)Bindungssystem muss robust, bedienungsfreundlich, langlebig und frei vom Problem des Vereisens sein – Eigenschaften, die bei Touren im Backcountry mitunter lebenswichtig sind. Von Vorteil ist, wenn es Unabhängigkeit vom verwendeten Bindungssystem des Riders bietet: jede auf dem Markt erhältliche Snowboardbindung sollte montiert werden können. Egal, ob eine Freestyle-Bindung für Softboots oder eine Plattenbindung für Skitourenschuhe oder Hardboots.
Dreiteilige Splitboards haben den Vorteil, dass die Aufstiegshälften nicht so breit sind und daher etwas besser in die Spur der Skitourengeher passen. 2010 hat der letzte branchenweit bekannte Hersteller die industrielle Produktion von dreiteiligen Splitboards eingestellt.
Das einzige vierteilige Snowboard, welches je in Serie produziert wurde, war das „Jester Trip“. Nur wenige Exemplare gibt es heute noch. Bei diesem wurde das Mittelteil mit einem Klappmechanismus noch einmal halbiert. Diese Teile konnten so besser im oder am Rucksack transportiert werden.
Splitboards können selbst hergestellt werden, indem man ein Serien-Snowboard in der Mitte durchsägt; die Schnittkanten werden abgedichtet und ein im Fachhandel angebotenes Montagekit für die (Ver-)Bindungen wird montiert. Handwerkliches Geschick und exaktes Arbeiten sind Grundvoraussetzung, um ein überhaupt nutzbares Splitboard zu erhalten.

## Splitboardtreffen
In Europa findet seit 2006 das „Climb-the-Mountain“ im Montafon statt.